# 鳞眼糠虾科
鳞眼糠虾科（学名：Lepidomysidae）为糠虾目的一个科。

## 下级分类
本科包括以下属：
- Spelaeomysis Caroli, 1924